# Slag bij Bergen (1759)
De Slag bij Bergen in Hessen op 13 april 1759 was een veldslag tijdens de Zevenjarige Oorlog.
In deze slag weerstond een Frans leger onder Victor-François de Broglie de aanvallen van een geallieerd leger, bestaande uit Hannoveriaanse, Hessische, Brunswijkse en Pruisische troepen onder prins Ferdinand van Brunswijk-Lüneburg.

## Achtergrond
Bij de opening van het campagne seizoen van 1759 nam prins Ferdinand een voorsprong door al eind maart met zijn leger uit de winterverblijven te vertrekken. Zijn doel was Frankfurt, een Franse basis.
Zijn bedoeling was de Fransen uit Westfalen te verdrijven. Tegen het eind van de maand bestond zijn korps uit 3 divisies: een onder leiding van de erfprins, een onder prins Isenburg en de derde onder de hertog van Holstein-Gottorp.
Hij nam Fulda en Meiningen in van troepen behorend tot de Reichsexecutionsarmee onder veldmaarschalk von Zweybrücken. Het keizerlijke leger van Oostenrijk trok zich terug in Bohemen, en Ferdinand trok naar Hessen in de hoop het leger onder De Broglie te kunnen aanvallen voor het versterking kreeg.
De Broglie wist zijn korps echter te versterken met een aantal Saksen onder generaal von Dyherrn en een aantal Franse regimenten. Hij verzamelde zijn kleine leger bij het gefortificeerde Bergen.

## Slagveld
Het slagveld leende zichzelf goed voor een verdedigende positie. De ommuurde stad Bergen stond rechts van een heuvel bij het rivierdal van de Main. Ten noordwesten van de stad was de "Berger-Warte", een lage heuvel die het centrum domineerde en waarop een oude toren stond. Links daarvan was de stad Vilbel, aan de rivier de Nidda, waarvan het rivierdal met bomen begroeid was.
De Broglie plaatste een grote groep infanterie in en achter Bergen. Zijn lichte infanterie positioneerde hij in de bossen, ondersteund door een contingent Saksen en wat cavalerie. Het grootste deel van zijn artillerie plaatste hij in het centrum, gegroepeerd in 8 batterijen. Achter deze kanonnen stelde hij het grootste deel van zijn cavalerie op, samen met zijn reserves. Deze reserves formeerde hij als "wachtcolonnes", een soort formatie dat meer geassocieerd wordt met napoleontische tactieken.

## Verloop
Ferdinands leger arriveerde in relatief kleine groepen op het slagveld. Ferdinand zelf bevond zich bij de voorhoede, die door de erfprins werd geleid. Omdat Ferdinand foutief aannam dat de Fransen zich nog niet volledig hadden opgesteld, gaf hij opdracht tot een onmiddellijke aanval, zonder op de andere twee divisies te wachten.
Ondanks de vijandelijke overmacht hadden deze troepen rond 8 uur de stad Vilbel op Freytags lichte infanterie veroverd. Ook "Am Hohen Stein", een lage heuvel ten oosten van de "Berger-Warte", was bezet. Begrijpend dat Bergen de sleutel voor deze slag was, gaf Ferdinand om 08:30 opdracht deze positie aan te vallen. De eerste aanval was succesvol, en dreef de Franse infanterie uit de wijngaarden en heggen de stad in. De Broglie koos dat moment om versterkingen de strijd in te sturen, en dit keerde de kansen tegen de geallieerden, en dreef hen terug.
Om tien uur arriveerde de divisie van Isenburg. Deze stortte zich in de strijd, en dreef de Franse troepen weer in Bergen terug. Broglie voerde onmiddellijk een nieuwe tegenaanval uit met verse troepen uit zijn reserves. Dit desorganiseerde de geallieerden en dreef hen opnieuw terug. Isenburg werd gedood terwijl hij zijn manschappen probeerde te reorganiseren. Ferdinand zelf had grote moeite om de orde te herstellen.
Op dit punt luwde de strijd. Terwijl De Broglie zijn reserves en cavalerie naar voren bracht, kon Ferdinand de sterkte van zijn tegenstander inschatten. De Franse artillerie raakte ingeschoten en dreef de geallieerde infanterie terug naar "Am Hohen Stein". Toen de divisie van Holstein-Gottorp's op het slagveld aankwam, werden de voorbereidingen voor een hernieuwde aanval gestopt. De slag resulteerde in een artillerieduel dat duurde tot de nacht inviel en de geallieerden zich terug trokken.

## Gevolgen
De Broglie achtervolgde Ferdinand niet agressief, en deze wist met zijn leger naar Minden te ontkomen.
Ferdinand zou zich herstellen en later dat jaar in de slag bij Minden zijn naam zuiveren.